# Дом из маленьких кубиков
«Дом из маленьких кубиков» (яп. つみきのいえ цумики но иэ) — короткометражный японский анимационный фильм режиссёра Кунио Като, лауреат премии Оскара за 2009 год. Голосом старика говорит Масами Нагасава

## Сюжет
Главный герой — одинокий старик. Из-за того, что уровень воды вокруг его дома поднимается, вдовец вынужден постоянно строить себе новые дома, один поверх другого. Однажды он ныряет в воду, чтобы найти курительную трубку на нижних этажах, каждый из которых хранит частичку его воспоминаний. Эта история о размышлении, памяти, семье и одиночестве.

## Награды
- Международный фестиваль анимационных фильмов в Анси — лучший короткометражный фильм (2008)[1].
- Оскар — лучший короткометражный анимационный фильм (2009)[2].